# Флейшер, Иоганн Готтлиб
Иоганн Готтлиб Флейшер (Фляйшер, нем. Johann Gottlieb Fleischer; 1797—1838) — немецко-русский ботаник, орнитолог и врач.

## Биография
Иоганн Готтлиб Флейшер родился 15 октября 1797 года в Митаве в семье медника Кристиана Готтлиба Флейшера. Учился в Академической гимназии Academia Petrina в Митаве. В 1817 году поступил на медицинский факультет Императорского Дерптского университета.
В 1821 году Флейшер получил степень доктора медицины, после чего работал врачом в городской больнице. С 1824 по 1834 работал в Курляндском Приказе общественного призрения. С 1832 года Флейшер — коллежский асессор.
22 апреля 1838 года Иоганн Готтлиб Флейшер скончался.
Флейшер был членом Императорского Московского Общества естествоиспытателей, он издал несколько статей в его бюллетене.
В 1839 году вышло первое издание монографии флоры Эстляндии, Лифляндии и Курляндии, написанной Флейшером и отредактированной другим членом Общества естествоиспытателем Эмануэлем Линдеманом (1795—1845). На форзаце был размещён портрет Флейшера. В 1853 году А. А. Бунге выпустил второе издание этой работы.

## Некоторые научные публикации
- Fleischer, J.G. Enumeratio phanerogamicarum hucusque in Curonia, Livonia, Esthoniaque observatarum. — Moscou, 1829. — 28 p.
- Fleischer, J.G. Systematisches Verzeichniss der in den Ostsee-Provinzen. — Mitau, 1830. — 120 p.
- Fleischer, J.G. Flora der deutschen Ostseeprovinzen Esth-, Liv- und Kurland / ed. E. von Lindemann. — I. — Mitau, Leipzig, 1839. — 390 p.
- Fleischer, J.G. Flora der deutschen Ostseeprovinzen Esth-, Liv- und Kurland / ed. A.A. von Bunge. — II. — Mitau, Leipzig, 1853. — 291 p.